# Koenigsegg
Koenigsegg Automotive je švedska tvrtka koja se bavi proizvodnjom automobila. Tvrtku je osnovao 1993.g. Christian v. Koenigsegg, s idejom gradnje superautomobila svjetske klase. 
Središte tvrtke je bilo u gradu Olofström, da bi kasnije preselilo u Margretetorp, u blizini grada Ängelholma.
Prvi prototip je završen 1996.g., dok je prvi automobil, model CC8C, isporučen kupcu 2002.g.

## Modeli
- Koenigsegg CC (1998-2001)
- Koenigsegg CC8S (2002-2005)
- Koenigsegg CCR (2004-2006)
- Koenigsegg CCX (2006-danas)
- Koenigsegg CCGT (2007, jedan model za utrke)
- Koenigsegg CCXR (2007-danas)

## Zanimljivosti
- 28. veljače 2005. model CCR srušio je rekord za najbrži proizvodni model automobila postigavši brzinu od 388.87 km/h (242.91 mph) na stazi u mjestu Nardò, Italija. Prije njega rekord je držao model McLaren F1, a u rujnu iste godine rekord je srušio Bugatti Veyron s 407.5 km/h (253 mph). Međutim rekordi nisu u potpunosti kompatibilni, zato što staza u Nardu ima oblik kruga (dug 12.5 km), dok je Bugatti srušio rekord na stazi (Volkswagenova test-staza) Ehra-Lessien, na kojoj se nalazi ravnina od 9 km (5.6 milja).

## Vanjske poveznice
- Koenigsegg službene internet stranice  Arhivirana inačica izvorne stranice od 28. ožujka 2002. (Wayback Machine)